# Janet Amponsah
Janet Amponsah (ur. 12 kwietnia 1993) – ghańska lekkoatletka specjalizująca się w biegach sprinterskich.
W 2010 zdobyła srebro igrzysk Wspólnoty Narodów w sztafecie 4 x 100 metrów. Rok później dotarła do półfinału biegu na 200 metrów podczas igrzysk afrykańskich w Maputo. W 2012, biegnąc na ostatniej zmianie sztafety 4 x 100 metrów, zdobyła srebro mistrzostw Afryki w Porto-Novo. Zajęła 5. miejsce na mistrzostwach świata juniorów w biegu na 200 metrów. Brązowa medalistka mistrzostw Afryki w Marrakeszu w sztafecie 4 × 100 metrów (2014). W 2015 zdobyła srebro w sztafecie 4 × 100 metrów podczas igrzysk afrykańskich w Brazzaville, natomiast rok później wraz z koleżankami z reprezentacji zdobyła srebrny medal w biegu rozstawnym 4 × 100 metrów podczas mistrzostw Afryki w Durbanie.

## Osiągnięcia
| Rok  | Impreza                     | Miejsce        | Konkurencja        | Lokata     | Wynik (s) |
| ---- | --------------------------- | -------------- | ------------------ | ---------- | --------- |
| 2008 | Mistrzostwa Afryki          | Addis Abeba    | sztafeta 4 x 400 m | 5. miejsce | 3:42,36   |
| 2010 | Mistrzostwa świata juniorów | Moncton        | bieg na 200 m      | eliminacje | 24,86     |
| 2010 | Igrzyska Wspólnoty Narodów  | Nowe Delhi     | bieg na 100 m      | półfinał   | 12,03     |
| 2010 | Igrzyska Wspólnoty Narodów  | Nowe Delhi     | bieg na 200 m      | półfinał   | 24,44     |
| 2010 | Igrzyska Wspólnoty Narodów  | Nowe Delhi     | sztafeta 4 x 100 m | 2. miejsce | 45,24     |
| 2011 | Igrzyska afrykańskie        | Maputo         | bieg na 200 m      | półfinał   | 24,54     |
| 2012 | Mistrzostwa Afryki          | Porto-Novo     | bieg na 100 m      | 6. miejsce | 11,76     |
| 2012 | Mistrzostwa Afryki          | Porto-Novo     | bieg na 200 m      | 5. miejsce | 23,68     |
| 2012 | Mistrzostwa Afryki          | Porto-Novo     | sztafeta 4 x 100 m | 2. miejsce | 44,35     |
| 2012 | Mistrzostwa Afryki          | Porto-Novo     | sztafeta 4 x 400 m | 8. miejsce | 3:41,46   |
| 2012 | Mistrzostwa świata juniorów | Barcelona      | bieg na 100 m      | półfinał   | 11,94     |
| 2012 | Mistrzostwa świata juniorów | Barcelona      | bieg na 200 m      | 5. miejsce | 23,41     |
| 2013 | Mistrzostwa świata          | Moskwa         | bieg na 200 m      | eliminacje | 24,07     |
| 2014 | Mistrzostwa Afryki          | Marrakesz      | sztafeta 4 × 100 m | 3. miejsce | 44,06     |
| 2014 | Mistrzostwa Afryki          | Marrakesz      | sztafeta 4 × 400 m | 4. miejsce | 3:42,89   |
| 2015 | Igrzyska afrykańskie        | Brazzaville    | bieg na 200 m      | 4. miejsce | 23,49     |
| 2015 | Igrzyska afrykańskie        | Brazzaville    | sztafeta 4 × 100 m | 2. miejsce | 43,72     |
| 2016 | Mistrzostwa Afryki          | Durban         | bieg na 200 m      | 5. miejsce | 23,45     |
| 2016 | Mistrzostwa Afryki          | Durban         | sztafeta 4 × 100 m | 2. miejsce | 44,05     |
| 2016 | Igrzyska olimpijskie        | Rio de Janeiro | bieg na 200 m      | eliminacje | 23,67     |
| 2016 | Igrzyska olimpijskie        | Rio de Janeiro | sztafeta 4 × 100 m | eliminacje | 43,37     |
| 2017 | Mistrzostwa świata          | Londyn         | bieg na 200 m      | eliminacje | 23,77     |
| 2017 | Mistrzostwa świata          | Londyn         | sztafeta 4 × 100 m | eliminacje | 43,68     |
| 2018 | Puchar interkontynentalny   | Ostrawa        | bieg na 100 m      | 8. miejsce | 11,74     |
| 2018 | Puchar interkontynentalny   | Ostrawa        | sztafeta 4 × 100 m | –          | DQ        |
| 2021 | World Athletics Relays      | Chorzów        | sztafeta 4 x 100 m | eliminacje | 44,85     |

## Rekordy życiowe
- Bieg na 100 metrów – 11,29 (2015) / 11,09w (2014)
- Bieg na 200 metrów (stadion) – 22,90 (2017)
- Bieg na 200 metrów (hala) – 23,40 (2015) rekord Ghany